# Lise Meitner Lectures
As Lise-Meitner-Lectures (LML) são uma série de eventos organizados pela Deutsche Physikalische Gesellschaft (DPG) e pela Österreichische Physikalische Gesellschaft (ÖPG) em homenagem a Lise Meitner. O objetivo desta série anual de eventos é apresentar cientistas mulheres de destaque a um público amplo.
A série de palestras LML visa aumentar a visibilidade de mulheres pesquisadoras bem-sucedidas em física ao público em geral e inspirar mulheres jovens a estudar física.

## Palestrantes
- 2008: Mildred Dresselhaus, „Why are we so excited about nano-carbons?“
- 2009: Cecilia Jarlskog, „Symmetries – Exact and Broken“
- 2010: Anna Frebel, „Die ältesten Sterne im Universum und die chemische Entwicklung unserer Galaxie“
- 2012: Renate Loll, „More than meets the eye: probing the planckian structure of spacetime“
- 2013: Jocelyn Bell Burnell, „Pulsars and Extreme Physics“
- 2014: Felicitas Pauss, „Das Higgs-Teilchen: Unsichtbares sichtbar und Unmögliches möglich machen“
- 2015: Cornelia Denz, „Material in neuem Licht - wie maßgeschneidertes Licht Materie strukturieren und anordnen kann“
- 2016: Petra Schwille, „Ist Leben konstruierbar?“
- 2017/18: Nicola Spaldin, „New Materials for a New Age“ (DPG 2018/ÖPG 2017)
- 2017/18: Johanna Stachel, „Erforschung von Urknallmaterie an der Weltmaschine LHC“ (DPG 2017/ÖPG 2018)
- 2019: Halina Rubinsztein-Dunlop, „Sculpted light in nano- and microsystems“
- 2021: Claudia Draxl, „Modellierung neuer Materialien und Künstliche Intelligenz zur Bewältigung gesellschaftlicher Herausforderungen“[2]